# الكبار (همدان)

تعديل مصدري - تعديل

الكبار هي إحدى قرى عزلة وادعة بمديرية همدان التابعة لمحافظة صنعاء، بلغ تعداد سكانها 1485 نسمة حسب تعداد اليمن لعام 2004.